# 692
692(육백구십이)는 691보다 크고 693보다 작은 자연수다.

## 수학
- 합성수로, 그 약수는 1, 2, 4, 173, 346, 692이다. 진약수의 합은 526이므로, 692는 부족수다.
- 자릿수 제곱합이 제곱수인 62번째 자연수다. ({\displaystyle 6^{2}+9^{2}+2^{2}=11^{2}}) 이 성질을 지닌 앞의 수는 680, 다음 수는 700이다. (OEIS의 수열 A175396)

## 과학
- NGC 692: 봉황자리 방향에 있는 나선은하.

## 교통
- 유럽 고속도로 692호선: 조지아 바투미에서 삼트레디아까지 이어지는 유럽 고속도로.

## 문화유산
- 대한민국의 보물 제692호: 묘법연화경 권7

## 기타
- 연도: 692년, 기원전 692년